# Westpac
Die Westpac Banking Corporation ist eine australische Bank mit Firmensitz in Sydney. Das Unternehmen ist im All Ordinaries an der Australian Securities Exchange und im NZX 50 Index an der New Zealand Exchange gelistet.
Neben Australien ist Westpac in Neuseeland, Fidschi, Papua-Neuguinea, Samoa, den Salomonen, Tonga, Vanuatu, Singapur, China, Malaysia, Taiwan und Indonesien tätig.
Westpac ist die drittgrößte Bank Australiens und die 50. größte Bank der Welt, gemessen an dem verwalteten Vermögen (Stand 2018). Im März 2018 hatte Westpac 14 Millionen Kunden und beschäftigte fast 40.000 Mitarbeiter.

## Geschichte

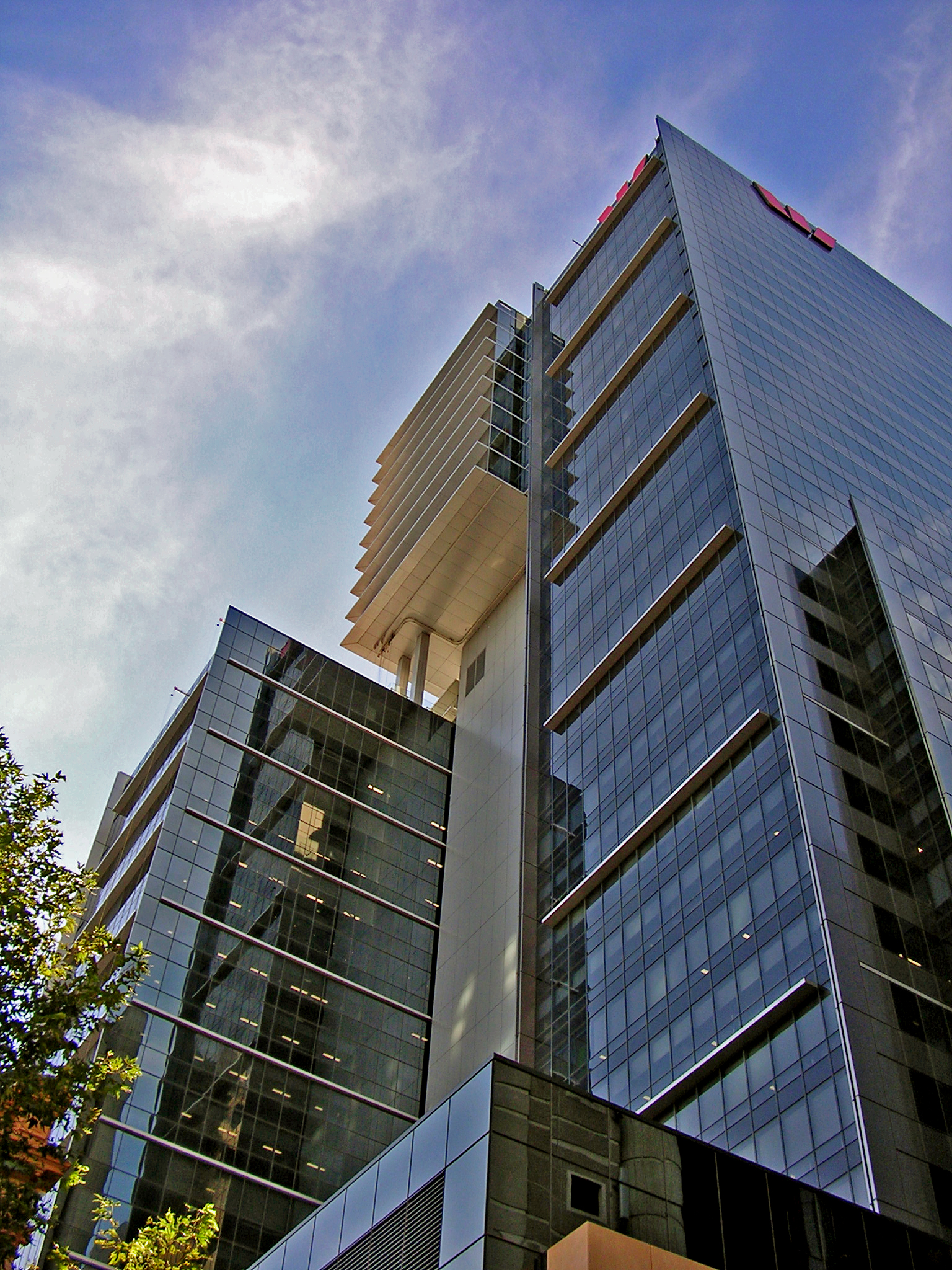
Westpac Sydney

Die Bank of New South Wales (BNSW) wurde 1817 als erste Bank in Australien in Sydney gegründet. Im 19. und frühen 20. Jahrhundert eröffnete die Bank 1850 Niederlassungen in ganz Australien und Ozeanien, in Moreton Bay (Brisbane), dann in Victoria (1851), Neuseeland (1861), Südaustralien (1877), Westaustralien (1883), Fidschi (1901), Papua-Neuguinea (1910) und Tasmanien (1910).
- 1927: BNSW erwirbt die Western Australian Bank.
- 1931: BNSW erwirbt die Australian Bank of Commerce, die sowohl in New South Wales als auch in Queensland Zweigstellen hatte.
- 1942: BNSW stellt den Betrieb in Papua-Neuguinea ein, als die japanische Armee viele der Städte, in denen sie Zweigstellen und Agenturen hatte, eroberte und Port Moresby bombardierte. Sie nahm den Betrieb 1946 wieder auf.
- 1970: BNSW gründet eine Niederlassung auf Tarawa in Kiribati (ehemals Gilbert Islands), die auch die staatliche Sparkasse übernimmt.
- 1971: Gründung einer Niederlassung auf den Neuen Hebriden.
- 1974: Die Bank of New Zealand (20 %), BNSW (20 %), die Bank of Hawaii (20 %) und die Regierung von Tonga (40 %) gründen die Bank of Tonga als Joint Venture.
- 1977: BNSW gründet die Pacific Commercial Bank in Samoa als Joint Venture mit der Bank of Hawaii und übernimmt die Pacific Savings and Loan Company.

### Umbenennung in Westpac
- 1982: BNSW fusioniert mit der Commercial Bank of Australia und änderte ihren Namen in Westpac Banking Corporation (WBC). Der Markenname enthielt weiterhin das „W“, das das Logo der Bank of New South Wales (im Volksmund „Wales“ genannt) gewesen war.
- 1988: WBC erwirbt die European Pacific Banking Corporation auf Cook Islands und eine HSBC-Tochtergesellschaft, die Solomon Islands Banking Corporation.
- 1990: Die Bank of New Zealand verkauft die Hälfte ihrer Anteile an der Bank of Tonga an WBC und die andere Hälfte an die Bank of Hawaii, wodurch jede Bank 30 % an der Bank hielt.
- 1995: Erwerb von Challenge Bank Limited, Westaustralien
- 1996: BNSW kauft Trust Bank New Zealand
- 1997: Erwerb der Bank of Melbourne.[5]
- 2002: Erwerb von Rothschild Australia Asset Management und Teilen der BT Financial Group
- 2008: Fusion mit der St. George Bank. Der Name Westpac wurde beibehalten. Ab 1. März 2010 wurde die St. George Bank zu einem operativen Geschäftsbereich innerhalb der Westpac-Gruppe.